# Kedesz (Galilea)
Kedesz, Kadesz, Kedesz w Galilei na górze Neftalego, Cydas, Kydisos – kananejskie miasto biblijne, położone w Galilei.
Według Księgi Jozuego (Joz 12,22) po pokonaniu dotychczasowego władcę kananejskiego przez Jozuego miasto przypadło Lewitom i było jednym z miast schronienia (Joz 21,32), nazywanym Kedeszem w Galilei na górze Neftalego (Joz 20,7). Być może to ten Kedesz, a nie Kadesz nad Orontesem został wspomniany na liście Totmesa III i korespondencji amarneńskiej. Według 2 Księgi Królewskiej (2Krl 15,29) galilejski Kedesz został podbity przez Tiglat-Pilesera III, a mieszkańcy deportowani w głąb Asyrii. W okresie hellenistycznym miasto zostało wymienione w papirusach Zenona. W czasach dominacji rzymskiej na Bliskim Wschodzie na Kedesz jako wioskę Cydas wskazywał Józef Flawiusz w swoich Dawnych dziejach Izraela (II, 459; IV, 104–105) oraz Wojnie żydowskiej (IV, 104 inn.). Historyk lokalizował je w strefie wpływów Tyru. Według niego nieopodal Cydasa obozował Tytus Flawiusz w czasie swojej kampanii wschodniej. Euzebiusz z Cezarei w swoim Onomasticonie umiejscawiał Kedesz, nazywając go Kydisosem, w odległości około 30 km od Tyru w sąsiedztwie Paneas.
Kedesz identyfikowane jest z Tel Kadesz, położonym w odległości około 19 km na północ od Safed. W trakcie badań archeologicznych na dwóch kopcach w najstarszych warstwach odkryto pozostałości po osadnictwie sprzed trzech tysięcy lat p.n.e. Ciągłość zasiedlenia obszaru trwała do końca okresu izraelskiego. W najmłodszych warstwach, badanych od 1981 roku, znaleziono ruiny rzymskiej świątyni i mauzoleum. Trzy inskrypcje greckie umieszczone w świątyni wskazują datę jej poświęcenia na początkowy okres panowania Hadriana (lata około 117–118), zaś remontu – na lata 214–215. Świątynię o wymiarach 18,3×16,5 m wzniesiono z ociosanych bloków. Wysokość wschodniej fasady wynosiła 10 m, posąg bóstwa (prawdopodobnie Jowisza) mieścił się w zachodniej części przybytku w absydzie. Przypuszcza się, że absyda jest młodsza od reszty świątyni. Ozdobione ornamentem odrzwia były potrójne. Rzeźby na nadprożu przedstawiały orła Jowisza, jelenia, ludzką głowę oraz motywy roślinne, jak wspinające się po kratach kiście winogron i wieniec z liści laurowych z rozetą.